# Neopren
Neoprenul (C4H5Cl) sau policloroprenul (ISO Standard Code - CR), a fost inventat de firma DuPont în anul 1930 odată cu comercializarea unor produse noi din cauciuc pe bază de policloropren. 

Policloroprenul este obtinut prin polimerizarea cloroprenului, dar macromoleculele au și catene laterale nesaturate, asemănătoare celor din cauciucurile butadienă-stiren sau butadienă-acrilonitril. Polimerizarea se realizează cu inițiatori radicalici, iar vulcanizarea se face cu oxizi metalici, care reacționează cu atomii de clor, formând punți de oxigen între macromolecule. 

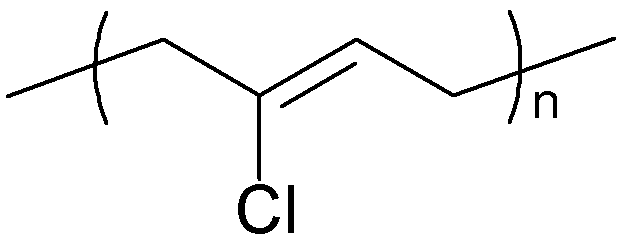
Structura chimică de policloropren

Inițial neoprenul s-a numit duprene, fiind primul tip de cauciuc sintetic produs industrial pentru uz general.
Neoprenul prezintă rezistență superioară cauciucului natural la acțiunea razelor solare, ozon, hidrocarburi, greutate redusă, fiind folosit din ce în ce mai mult în cele mai diverse sectoare industriale (tuburi, garnituri etanșe rezistente la acțiunea carburanților, accesorii de calculator, medicină, izolator electric etc).
În ultimul timp datorită dezvoltării sporturilor acvatice, neoprenul este folosit pentru confecționarea costumelor de scufundare, surfing, deoarece în apă conferă flotabilitate pozitivă sporită precum și o mai bună protecție termică.
În anul 2000 au fost produse la nivel mondial peste 300.000 tone de neopren.